# Anna Jesień
Anna Marta Jesień (Kostki, Polonia, 10 de diciembre de 1978), también llamada Anna Olichwierczuk, es una atleta polaca, especialista en la prueba de 400 m vallas, con la que ha logrado ser medallista de bronce mundial en 2007.

## Carrera deportiva
En el Campeonato Europeo de Atletismo de 2002 ganó la medalla de bronce en los 400 metros vallas, con un tiempo de 56.18 s, llegando a meta tras la rumana Ionela Târlea y la alemana Heike Meißner (plata con 55.89 segundos).
Cuatro años después, en el Campeonato Europeo de Atletismo de 2006 ganó la medalla de bronce en los relevos 4x400 m, con un tiempo de 3:27.77 segundos, llegando a meta tras Rusia y Bielorrusia.
Al año siguiente, en el Mundial de Osaka 2007 gana la medalla de bronce en los 400 metros vallas, con un tiempo de 53.92 segundos, quedando en el podio tras la australiana Jana Rawlinson y la rusa Yuliya Pechenkina.